# きかんしゃトーマス オールスター☆パレード
『きかんしゃトーマス オールスター☆パレード』（Thomas and Friends: All Star Parade） は、テレビシリーズ『きかんしゃトーマス』の長編シリーズ第17作目の作品である。

## 概要
『きかんしゃトーマス』の3DCG製作の長編としては14作目にあたる。
3DCGシリーズの映像作品における展開が2021年で一旦終了したことに伴い、これまでの長編作品の再編集及びYouTubeでのみ公開されていた短編「The Sodor Springtime Parade」の吹き替え版が上映される。
長編第2作『みんなあつまれ!しゅっぱつしんこう』から起用されたテレビ東京版/NHK Eテレ版（第9 - 24シリーズ）の声優陣による最後の作品となり、第25シリーズにあたる『All Engines Go』および次回作『めざせ!夢のチャンピオンカップ』からは2Dアニメーションへの移行と共に声優陣が一新されている。

## 登場キャラクター

### スチームチーム
- トーマス（声：比嘉久美子）
- パーシー（声：神代知衣）
- ニア（声：青山吉能）
- ゴードン（声：三宅健太）
- ジェームス（声：江原正士）
- エミリー（声：山崎依里奈）
- レベッカ（声：内山茉莉）

### 人間
- クリス（声： 石井未紗）
- ヒラリー（声：土師亜文）

NHKの特番「キャラクタースペシャル」や「ワールドスペシャル」にてナビゲーターとして登場した日本独自のキャラクター。因みにヒラリー役の土師亜文は、次回作よりレギュラーメンバーのクレーン機関車カーリーを演じることとなる。
- トップハム・ハット卿（声：田中完）

## わくわく！イースターパレード
『きかんしゃトーマス わくわく！イースターパレード』（Thomas and Friends: The Sodor Springtime Parade）は、2021年のイースターに合わせて公開されたショートムービーシリーズである。各4分全4話。ブリッジが加えられた総集編も投稿され、本映画にはそれが挿入された。
各話内容を振り返ったレイチェル・ミラー（レベッカ役）の歌唱による楽曲も用意された。日本では第2話のもののみ笠井静香により披露された。
日本公式Youtubeチャンネルでは、後に同体制で製作されたシリーズ『トーマスとたのしくまなぼう！』（Learning with Thomas）が各話楽曲、本編の順で2022年7月2日より順次公開されている。

### サブタイトルリスト
| 話数 | 英語サブタイトル              | 公開日(米)    |
| ---- | ----------------------------- | ------------- |
| #1   | The Hunt for Springtime Clues | 2021年3月6日  |
| #2   | Percy's Rainbow Surprise!     | 2021年3月12日 |
| #3   | Nia and the Spring Bunnies    | 2021年3月20日 |
| #4   | Thomas and the Chocolate Eggs | 2021年3月29日 |

### キャスト
原語版（英米共通）におけるトーマス、ニア、ジェームス、レベッカ以外の声優は代役であり、TV版と異なる。
| 役名                 | 英語版声優             | 日本語吹き替え |
| -------------------- | ---------------------- | -------------- |
| トーマス             | ジョン・ハスラー       | 比嘉久美子     |
| ニア                 | イヴォンヌ・グランディ | 青山吉能       |
| パーシー             | ロブ・ラックストロー   | 神代知衣       |
| トップハム・ハット卿 | ロブ・ラックストロー   | 田中完         |
| ゴードン             | ロブ・ラックストロー   | 三宅健太       |
| ジェームス           | ロブ・ラックストロー   | 江原正士       |
| ハロルド             | ロブ・ラックストロー   | 羽多野渉       |
| レベッカ             | レイチェル・ミラー     | 内山茉莉       |
| エミリー             | レイチェル・ミラー     | 山崎依里奈     |